# Gryon masoni
Gryon masoni är en stekelart som beskrevs av Lubomir Masner 1979. Gryon masoni ingår i släktet Gryon och familjen Scelionidae. Inga underarter finns listade i Catalogue of Life.